# Ciel de plomb
Pour plus de détails, voir Fiche technique et Distribution.
Ciel de plomb (titre original : ...E per tetto un cielo di stelle) est un film italien de Giulio Petroni, sorti en 1968.

## Synopsis
Un jeune hors-la-loi souhaiterait se ranger et acquérir un ranch. Mais son ancien chef de bande ne l'entend pas de cette oreille et fait tout son possible pour le faire revenir auprès de lui. 

## Fiche technique
- Titre original : ...E per tetto un cielo di stelle
- Réalisation : Giulio Petroni
- Scénario et histoire : Alberto Areal et Francesco Martino
- Directeur de la photographie : Carlo Carlini
- Montage : Enzo Alabiso
- Musique : Ennio Morricone
- Costumes : Luciana Fortini
- Production : Gianni Hecht Lucari
- Genre : Western spaghetti, Comédie
- Pays :  Italie
- Durée : 100 minutes
- Date de sortie :
  - Allemagne de l'Ouest : 30 août 1968
  - France : 4 juin 1969

## Distribution
- Giuliano Gemma (VF : Michel Le Royer) : Billy Boy / Tim Hawkins
- Mario Adorf (VF : Jacques Dynam) : Harry
- Magda Konopka : veuve Dorothy MacDonald
- Rick Boyd (VF : Jacques Torrens) : Roger Pratt
- Chris Huerta : le gros homme dans la diligence
- Julie Menard : Sirène / Donna
- Anthony M. Dawson (VF : Jacques Beauchey) : Samuel Pratt
- Sandro Dori (VF : Albert Augier) : le mari de Sirène
- Franco Balducci (VF : Raymond Loyer) : Brent
- Riccardo Pizzuti (VF : Jean Lagache) : le joueur de poker au saloon
- Renato Pinciroli (VF : André Valmy) : le pasteur